# Калякин, Сергей Иванович
Серге́й Ива́нович Каля́кин (бел. Каля́кін Сярге́й; 16 июня 1952, Минск — 15 августа 2024, Минск) — белорусский оппозиционный политик, лидер Белорусской партии левых «Справедливый мир» с 1994 по 29 сентября 2023 года (до 2009 года — Партия коммунистов белорусская).
Племянник Николая Ивановича Дементея, Председателя Верховного Совета БССР.

## Биография
Сергей Иванович Калякин родился 16 июня 1952 года в Минске.
В 1977 году окончил Минский радиотехнический институт, получив квалификацию радиоинженера.
Был членом КПСС с 1977 года.
В 1992 году получил диплом политолога в Белорусском государственном университете.
По окончании института работал техником треста «Оргтехстрой» Минпромстроя БССР, наладчиком электронного оборудования в производственно-техническом объединении «Интеграл», зав. сектором, заместителем командира в Республиканском штабе студенческих строительных отрядов ЦК ЛКСМБ.
С 1983 года перешёл на партийную и советскую работу: инструктор организационных отделов Партизанского райкома и минского горкома КПБ, секретарь парткома треста Белсвязьстрой, заместитель председателя Советского райисполкома Минска, второй, а затем и первый секретарь Советского райкома КПБ Минска.
В 1991 году стал членом Партии коммунистов Белоруссии. С 1991 года являлся секретарём, а с 1994 года — первый секретарь ЦК ПКБ. С мая 2007 года являлся сопредседателем Политсовета объединённых демократических сил. Когда в 2009 году Партия коммунистов Белорусская была переименована в Белорусскую партию левых «Справедливый мир», то Калякин сохранил в ней своё лидерство.
Умер утром 15 августа 2024 года в Минске после тяжёлой, продолжительной болезни, в возрасте 72 лет.
Семья: был женат, имел двоих детей.

## Политическая деятельность
Калякин Сергей Иванович был депутатом Верховного Совета Республики Беларусь 13-го созыва (1996 год), членом Президиума Верховного Совета и руководителем фракции коммунистов, безуспешно пытался участвовать в выборах президента 2001 и собрал около 100 тысяч подписей, таким образом он не смог стать кандидатом. И одним из потенциальных кандидатов на пост главы государства в 2006 году (после поражения на праймериз стал главой избирательного штаба Александра Милинкевича).
В 2009 году избран председателем Белорусской партии левых «Справедливый мир».
В 2015 году создана инициативная группа для участия Калякина в президентских выборах в Беларуси в 1510 человек, но смогла собрать 69 950 подписей из 100 тысяч необходимых, также рейтинг Калякина в 2015 году составлял от 1,6 до 3,1 %.

## Политические позиции
Калякин поддерживал российскую оккупацию Крыма, заявляя, что Россия защищала людей, которых она считает своими потенциальными гражданами.